# وورینگ
وورینگ (به لاتین: Woring) یک منطقهٔ مسکونی در افغانستان است که در ولایت بدخشان واقع شده‌است.